# Spilosoma sericeipennis
Spilosoma sericeipennis är en fjärilsart som beskrevs av Rothschild 1933. Spilosoma sericeipennis ingår i släktet Spilosoma och familjen björnspinnare. Inga underarter finns listade i Catalogue of Life.